# Falco rupicolus
Falco rupicolus là một loài chim săn mồi trong họ Cắt (Falconidae). Trước đây, nó được coi là một phân loài cắt lưng hung (Falco tinnunculus).
Loài này sống ở châu Phi (từ tây bắc Angola và nam Cộng hoà Dân chủ Congo đến nam Tanzania, lan về phía nam đến Nam Phi).

## Mô tả
Đây là một loài cắt cỡ vừa, dáng thon gọn, cao 30–33 cm. Cắt trống trưởng thành nặng 183g-254g, cắt mái nặng 190g-280g.

## Phân bố và môi trường sống
Loài này sống trên một vùng trải dài từ Angola, về phía nam qua Congo, đến Tanzania, rồi lan đến Nam Phi. Nơi loài này vắng mặt hay hiếm gặp bao gồm bắc-đông bắc Namibia, Botswana, nam Mozambique, vùng Lowveld, còn ở Zimbabwe, nó chỉ sống tại vùng cao địa trung và đông. Loài này ưa chỗ khô hạn, nhưng cũng có mặt trong vùng bán khô hạn.

## Hiện trạng
Loài này sống phổ biến trong nhiều khu bảo tồn, nên hiện không bị đe doạ.